# Boys Do Cry
A Boys Do Cry (magyarul: A fiúk igenis sírnak) Marius Bear svájci énekes dala, mellyel Svájcot képviselte a 2022-es Eurovíziós Dalfesztiválon Torinóban. A dal belső kiválasztás során nyerte el a dalversenyen való indulás jogát.

## Eurovíziós Dalfesztivál
2022. március 8-án a svájci közszolgálati televízió bejelentette, hogy az énekest választották, hogy képviselje Svájcot az Eurovíziós Dalfesztiválon. Versenydala szintén ezen a napon jelent meg.
Az Eurovíziós Dalfesztiválon a dalt először a május 10-én rendezett első elődöntőben adta elő fellépési sorrend szerint negyedikként a Litvániát képviselő Monika Liu Sentimentai című dala után és a Szlovéniát képviselő LPS Disko című dala előtt. Az elődöntőből kilencedik helyezettként továbbjutott a május 14-i döntőbe, ahol fellépési sorrendben ötödikként lépett fel, a Finnországot képviselő The Rasmus Jezebel című dala után és a Franciaországot képviselő Alvan & Ahez Fulenn című dala előtt. A szavazás során a zsűri szavazáson összesítésben a tizenkettedik helyen végzett 78 ponttal, míg a nézői szavazáson a huszonötödik, utolsó helyen végzett 0 ponttal, így összesítésben 78 ponttal a verseny tizenhetedik helyezettje lett.
A következő svájci induló Remo Forrer Watergun című dala volt a 2023-as Eurovíziós Dalfesztiválon.